# Luis Alfonso León Pereira
Luis Alfonso León Pereira (Charalá, 25 de febrero de 1939 - Montería, 15 de julio de 2015) también conocido como el "Padre León" fue un sacerdote católico colombiano y alcalde cívico de la ciudad de Montería entre 1995 y 1997. 

## Biografía
Nació en el municipio de Charalá, departamento de Santander, el 25 de febrero de 1939. Realizó estudios teológicos antes de incorporarse a la Diócesis de Montería en 1966.
Fue ordenado sacerdote el 8 de diciembre de 1967. Inició su labor pastoral como vicario parroquial en la iglesia Nuestra Señora de Fátima en Montería, además de desempeñarse como director espiritual del Seminario Menor San José. Posteriormente, ocupó el cargo de rector del Seminario Menor Juan XXIII durante varios años.
Durante su ministerio, prestó servicio en diferentes parroquias de Montería, como San José Obrero, María Madre de la Iglesia, San Luis Beltrán, San Pablo Apóstol, la Inmaculada y la Catedral. También fue párroco en San Carlos Borromeo, en el municipio de San Carlos. En sus últimos años ejercía su labor pastoral en el Centro Parroquial San Antonio de Padua, en los barrios Bonanza, Villa Sorrento, Santa Teresa, Villa Natalia, El Limonar, Mi Refugio y Venecia, y estaba adscrito a la parroquia San José Obrero.
Además de su labor religiosa, participó en sectores como la educación, los medios de comunicación, el deporte (especialmente ciclismo), la tauromaquia, la medicina alternativa (como homeópata), la aviación y la política. Entre 1995 y 1997 se desempeñó como alcalde cívico de la ciudad de Montería.

## Muerte
El 15 de julio de 2015, fue asesinado en la sacristía del templo María Madre de la Iglesia, en el barrio Sucre de Montería, momentos antes de iniciar la celebración de una eucaristía. El autor del crimen fue identificado como un habitante de calle que frecuentaba el sector.